# I Августова ала фракийцев
I Августова ала фракийцев (лат. Ala I Augusta Thracum) — вспомогательное подразделение армии Древнего Рима.
Упоминается в надписи из сирийского города Герасы, которая, вероятно, относится к концу I века. Впоследствии это подразделение было передислоцировано на дунайскую границу. В 107 году военным дипломом засвидетельствовано пребывание алы в Реции. Больше нет никаких источников о нахождении подразделения в этой провинции. В 140—144 годах ала находилась в Норике. По всей видимости, она оставалась там и позднее.